# Tanshang (köpinghuvudort i Kina, Shanxi Sheng, lat 38,96, long 113,17)
Tanshang är en köpinghuvudort i Kina. Den ligger i provinsen Shanxi, i den norra delen av landet, omkring 130 kilometer nordost om provinshuvudstaden Taiyuan. Antalet invånare är 5 811. Befolkningen består av 2 688 kvinnor och 3 123 män. Barn under 15 år utgör 12,0 %, vuxna 15-64 år 71 %, och äldre över 65 år 15,0 %.
Runt Tanshang är det ganska tätbefolkat, med 111 invånare per kvadratkilometer. Närmaste större samhälle är Ekou, 19,3 km norr om Tanshang. Trakten runt Tanshang består i huvudsak av gräsmarker.
Genomsnittlig årsnederbörd är 693 millimeter. Den regnigaste månaden är juli, med i genomsnitt 183 mm nederbörd, och den torraste är januari, med 4 mm nederbörd.